# 吉曼草
吉曼草（学名：Germainia capitata）为禾本科吉曼草属下的一个种。